# 中国人民解放军广州市军事管制委员会
中国人民解放军广州市军事管制委员会简称广州市军管会，是中华人民共和国成立后广州市在军事管制时期的最高权力机关，統一負責接管廣州市的軍事、政治、經濟、文化等的工作，首次的軍事管制時期至1953年8月結束。

## 第一次運作
1949年9月6日，新的中共中央华南分局在江西省赣州市成立，原由香港分局改称的华南分局并入，隶属中共中央华中局领导。中共中央华南分局召开扩大会议（赣州会议），制订解放广东全省的作战计划、支前工作以及城市接管中的政策、外交方针等问题，确定广东解放后华南党政军各级领导机构的设置及干部配备等问题，尤其是广州的接管班子及党政领导机构的干部配备等。叶剑英强调：接与管相结合、相统一的思想，各个系统进行分别接管、完整接管（包括财物、档案、人员）和“二快一慢”的方针（即对政权机关和物资机构接管工作要快，对文教、外事单位则要更稳妥、慎重，晚接管几天也无碍；但是对广播电台、报馆则要抓紧马上接管）。10月6日，中共中央华南分局决定成立中国人民解放军广州市军事管制委员会，构由12名委员组成，朱光为委员会书记，云青（云广英）、肖桂昌为副书记。
国民党当局在败退广州前夕，提出“总撤退、总罢工、总破坏”的行动口号，炸毁了珠江上第一条跨江大桥——海珠桥。1949年10月14日广州解放。1949年10月21日，根据中国人民革命军事委员会电令，中国人民解放军广州军事管制委员会正式对外公布成立，驻中华北路国民政府行政院旧址（现解放北路广东迎宾馆）。主要任务为接管中華民國屬下的广州市政府，建立共产党政权。10月23日，广州市接管工作委员会进入广州，集中住在长堤一带的酒店，准备参加接管工作。1949年10月24日，即我们进入广州的第二天，中共中央华南分局作出了重建中共广州市委员会的决定。10月28日广州市人民政府成立后逐渐取代其职能。11月11日，人民解放军在府前路广州市人民政府大楼前举行解放广州入城仪式以及庆祝广州解放大会。受检阅部队以军乐队及戴红花的战马为前导，从连新路进入府前路，接受检阅，然后经过吉祥路与在市内的20万群众汇合后，再从惠爱路（今中山五路）、永汉路（今北京路）、沿长堤到西濠口，进行了声势浩大的游行。
至1949年12月初，接管工作基本结束。各战线一共接管了534个单位，旧人员4310人。
1949年冬至1950年春的4个月，84架次敌机76次侵入广州上空，炸死炸伤群众100多人。1950年1月17日上午10时30分在天河机场扫射，下午1时半在鱼珠向公共汽车低空扫射，当场死14人，伤2人。最严重的一次是1950年3月3日下午，敌5架5-25轰炸机、2架护航战斗机从海南岛起飞，侵入广州市区龙津西路、宝华路、恩宁路、黄沙车站一带行狂轰滥炸，黄沙车站尤甚成为一片火海，光华小学、天龙布厂及相邻的一片民房倒塌，在黄沙车站（即广州火车南站，已于2005年关闭）、沙面一带及珠江河面等处扫射、投弹，造成412人死亡，330人受伤，300多间房屋被炸毁，炸烂、炸沉停靠在黄沙和沙基冲、沙面河边的船艇200多艘，2000多人无家可归，仅光华小学的在校儿童被炸死伤多达50人，酿成“三三”惨案。西村电厂东南的三圣社、龙津西等地，也同时被空袭。 

### 文件

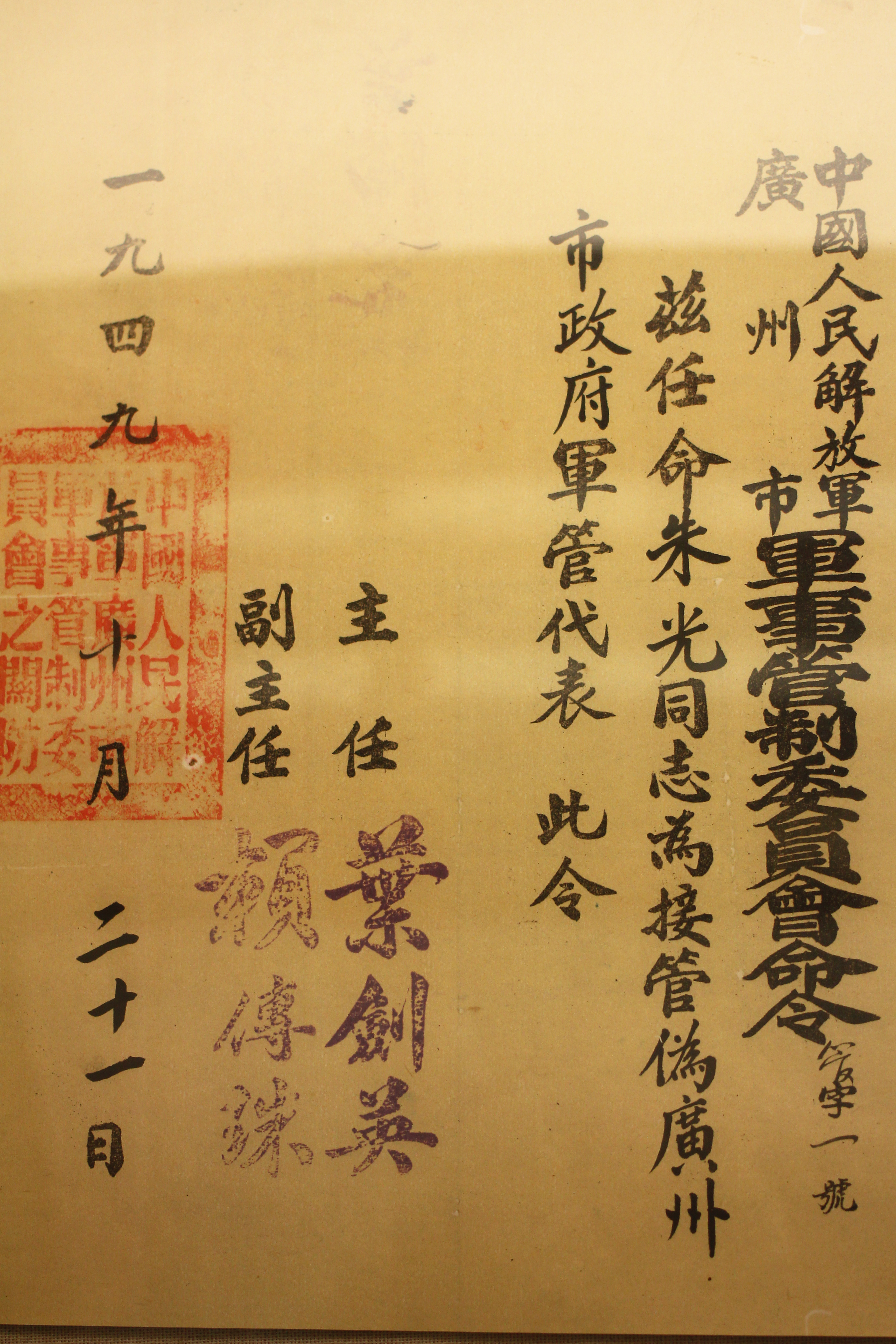
廣州市軍事管制委員會命令
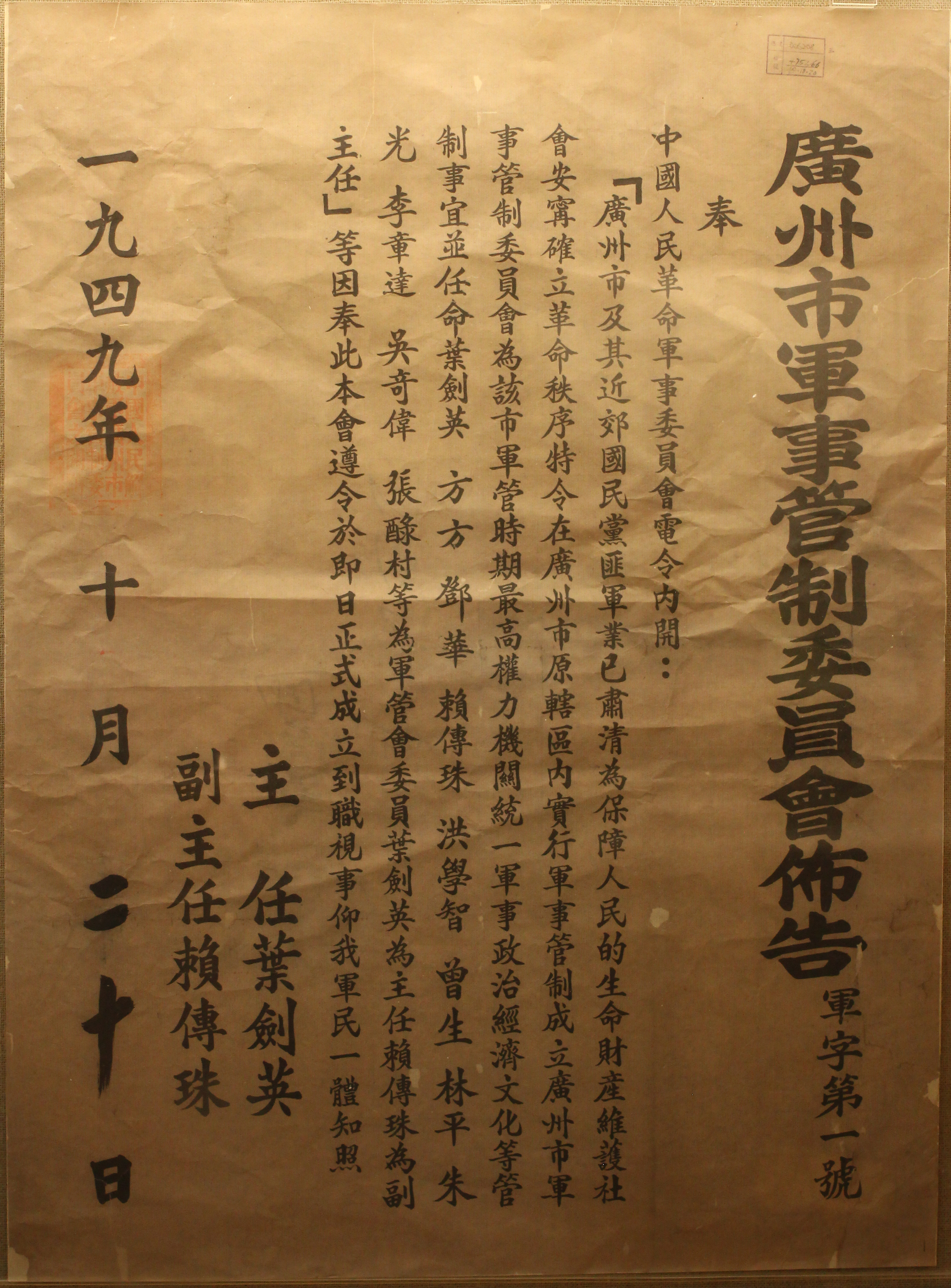
廣州市軍事管制委員會布告

### 军管会组织机构
軍管會：
- 军管会主任叶剑英
- 军管会副主任赖传珠
- 军管会委员：叶剑英，方方，邓华，赖传珠，萧向荣，洪学智，曾生，林平，朱光，李章达，吴奇伟，张醁村等
- 军管会秘书长 肖桂昌
  - 军管会副秘书长 杨应彬
- 中共广州市委：1949年10月28日成立，市委书记叶剑英兼，朱光、钟明、廖似光任副书记。林克泽任市委常委、秘书长。市委驻现在儿童公园后面的榕园。团委书记黄焕秋
- 广州市人民政府：市长叶剑英，副市长朱光、李章达（兼省人民政府副主席）、梁广
  - 民政局局长古关贤
- 广州市各界人民代表会议协商委员会：主席叶剑英，副主席方方、李章达、丘哲，秘书长饶彰风
- 广州市总工会筹委会：主任廖似光
- 新民主主义青年团广州市工作委员会：书记陈恩
- 广州市妇女联合会：主任苏惠
- 治安委員會 主任谭政文。委员：广州市警备司令部副政委吴富善、副司令员方强、市公安局长陈泊、人民纠察总队负责人廖似光、军管会委员朱光等
  - 广州市公安局：局长谭政文、副局长孙乐宜、陈泊。共计接收警员4844人，枪475支，子弹30299发，收发报机3部，消防车和汽车52辆，及文书档案一批。10月27日，在原警察局所在地（现广州起义路200号）成立广州市人民政府公安局。广州市人民政府公安局隶属市人民政府，同时受中共华南分局社会部及中南军（行）政委员会公安局领导。10月28日武装查封国民党军统、中统特务机关。10月30日号召国民党省、市、区党部以及各行业支部实行登记。广州解放半年，全市共抓获美蒋特务331人，抓获现行反革命及匪徒612名，收缴各类枪枝3900多支。通过各街道协助，市民政局共收容国民党散兵游勇18900多人。从解放后十天平均敌特、坏人每日作案81宗下降到解放半年内的平均日作案9宗。
  - 广州公安总队：1949年10月20日中共华南分局决定，粤赣湘边纵队独立第6团的7个连（另3个连调去军管会执勤）、东二支新1团、4团的9个连，组建成广州市公安局公安总队。总队长张受荣，政委陈中夫，副总队长王彪、程长青，副政委胡定伦。隶属于广州市公安局领导。总队设司令部、政治处、后勤处三个工作部门，下辖4个大队，16个中队，1个教导处，指战员1434人。担负警卫华南分局，省市党政机关，首长、民主人士的安全，守护重要目标，看押犯人，清剿特务土匪，维护社会治安等任务。1949年12月，广州市公安局公安总队和警卫军管会的3个连、第十五兵团的2个连组建成公安第19师第55团；调粤赣湘边纵队独立2团和从广东6个军分区调来7个连组建公安第19师第56团；广东省公安干校招收的学生835人组建公安第19师教导大队（团级）；广州市公安局纠察大队隶属公安第19师领导。北京公安总队调来的何明、汤光礼、赵一清等75人和广州市公安局公安总队的陈中夫组建公安第19师领导机关。师政委何明（代理师长）[2]，参谋长汤光礼，政治部副主任赵一清、陈中夫。全师共4278人。1950年1月28日，公安第19师改称中国人民公安部队广州市总队，总队长李国良，政委何明，副总队长李文禄，参谋长汤光礼，政治部副主任赵一清、陈中夫。干部、战士经过缜密挑选，大都来自农村，还有部分干部来自广州、香港学联和华侨党员，组织成份和政治思想较为纯洁，能吃苦耐劳，大都经过战斗锻炼，军事素质较好，又懂广东方言，有利执勤和做群众工作；营、连干部多数具有初中以上文化水平；党团员占总人数的33%至78%。驻守在广州执勤长达八年。
- 广州警备司令部：警备司令邓华(后由陈光任司令员)，政委赖传珠兼，第四十四军军长方强兼副司令员，军政治委员吴富善兼副政治委员，参谋长黄忠诚。1949年10月16日成立，先由第42军担负广州的治安、警备任务。很快移交给第44军第132师担负市区警备。1950年5月，第158师第473团及警卫营，在师长李道之、政治委员王晓生的率领下，由广西宜山进驻广州，接替第132师担负的河南及西村工业区之警备任务。8月，该师第472、474团调至广州。9月13日，第158师全部接替第132师在广州所担负的警备任务，该师师部随即兼任广州警备司令部。10月11日，该师改编为中国人民解放军公安第十师。1952年1月，公安第十师调离广州执行海边防任务，由广州市公安总队兼广州警备司令部。
- 財經接管委員會：华南分局赣州会议决定由易秀湘、张云天负责财经接管。但易秀湘未到任，张云天在南下途中因翻车遇难。
  - 贸易处
  - 海关处：处长陈应中（后任广东省统计局局长、广东省计委副主任）
  - 中国人民银行：1949年11月正式挂牌对外币兑换牌价：1美元兑人民币16.52元，1港元兑人民币2.86元，但由于全国人民币兑换外币比率大波动，广州市人民币与港元的黑市价，降至1港元兑人民币9.8元。貶值近4倍。这时，市军管会11月22日听取中国人民银行领导王勉林及现金管理科科长韩英汇报后，决定：广州市中国人民银行主动地调整人民币与港元兑换比率：1美元兑人民币18.75元。1港元兑人民币3.25元。这样可使内地的人民币不致大量南来。12月5日市军管会在中山纪念堂召开有市公安局、市总工会、市银行、市工商局、市税务局及各区军管会共1200多人参加的市整顿金融总行动，对十三行地区有86个行动小组以及八个区的银行、银铺、银号全部封点完毕，清点帐目和库存的美元、港元、黄金、银元（通称大头）等财产，并一一登记入册，在全体职工、工作组成员监督下，贴上市军管会封条，由正副组长送到海珠桥东侧的中国人民银行广州市分行统一入库保管；还破获炒卖外汇的私设电台4个。此行动稳定了金融市场，物价在十天内下降31%。12月底，市人民银行通知各店铺派人按当时外币牌价折算回人民币给各店铺。市军管会于1950年2月发出通告：禁止港元在市场上流通、使用。从而终结了港元统治广州及华南地区市场的局面。
- 交通接管委員會：主任雷铁鸣[3]。首先抢通粤汉铁路。1949年12月29日，粤汉铁路汉口至广州全线通车，恢复了客运运输。 1950年3月开始，广州市开始组织人手对海珠桥留在海面上的四组桥墩进行检查。5月25日开始广州海珠桥第二阶段修复工作，从衡阳调第五桥梁队负责。1950年11月7日，海珠桥全线通车。
  - 公路管理处，内设路政管理科。
  - 邮政
- 軍事接管委員會
- 文教接管委員會：主任李凡夫（华南分局宣传部副部长），副主任饶彰风
  - 新闻出版处：处长饶彰风兼，副处长王匡、罗戈东。派出了以罗戈东为首，向明、姬星波、阎培涛、鲁阳、张演、杨嘉、吴柳斯等组成的几个军管小组，分别前往广州市的20多家公营或公私合营报馆接管，有《中央日报》、《中正日报》、《西南日报》、《建国日报》、《大光报》、《环球日报》、《越华报》、《国华报》、《现象报》等，发行总量不超过八万份。
  - 市教育局：接收市立中学4所，市立小学92间、市立幼儿园、图书馆、博物馆、民教馆、市教育会、儿童文化服务社各1所。
  - “派驻中山大学联络小组”，维持原状，再加以逐步改革。中山大学相应成立了“协助接管委员会”，各学院设立分会。
  - 广播电台：10月15日马皓、田蔚和尹敏到沙面正式对广州广播电台接管。10月20日18：30广州人民广播电台开始广播。
- 房屋分配委員會
- 物資處理委員會
- 外僑事務處
- 電信接管委員會/电信接管部：部长钟夫翔，成员林爽、刘澄清、林青、梁健、吴元亮、麻福芳等
- 衛生接管部
- 司法接管部
  - 广州市人民法院：院长朱光兼
- 供應部

## 第二次運作
1967年3月15日，广州市第二次成立军事管制委员会，行使党政领导职能，主任黄荣海。地址位于北京路。1968年2月21日，广州市革命委员会成立后逐渐取代其职能。